# Alue Raya (Pulo Aceh)
Alue Raya is een bestuurslaag in het regentschap Aceh Besar van de provincie Atjeh, Indonesië. Alue Raya telt 128 inwoners (volkstelling 2010).